# Asteroid troian al lui Jupiter

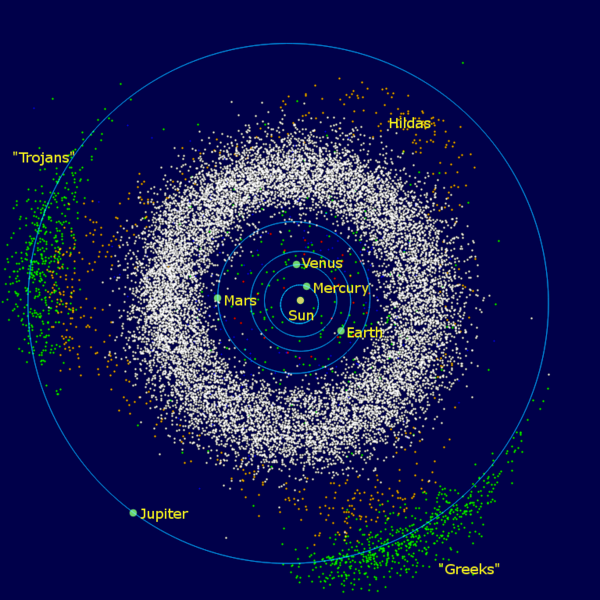
Schema Sistemului Solar până la orbita lui Jupiter, punând în evidenţă asteroizii troieni (în verde), în faţa sau în urma planetei pe orbita sa. Sunt indicaţi, de asemenea, asteroizii din centura principală (în alb) și cei din familia Hilda (în brun).

Asteroizii troieni ai lui Jupiter, sau troienii jovieni sau, mai simplu, asteroizii troieni, când nu există vreo ambiguitate, sunt un grup de asteroizi care folosesc orbita lui Jupiter în jurul Soarelui, în preajma punctelor Lagrange L4 și L5 ale orbitei acestei planete, adică sunt situate cu 60° în fața sau în urma planetei Jupiter.
Asteroizii troieni poartă această denumire pritr-o convenție care îi numește după personajele din Războiul troian. Prin extindere, termenul « troian » este utilizat pentru desemnarea oricărui alt mic obiect care folosește o relație similară cu celelalte corpuri mai mari, cum sunt troienii Pământului, troienii lui Marte, troienii lui Uranus sau troienii lui Neptun.

## Nomenclatura
Primul asteroid troian descoperit de astronomul Max Wolf, în 1906, a fost numit Achilles, după eroul Ahile — de altfel grec și nu troian — din Iliada, epopeea lui Homer, care relatează cel de-al zecelea an al Războiului Troiei. Urmându-l pe Wolf, asteroizii descoperiți în preajma punctelor Lagrange ale lui Jupiter și-au văzut atribuite nume asociate din Iliada, iar acest grup, în ansamblul său, a fost întitulat « troieni ».
Asteroizii situați în punctul L4 poartă numele unui erou sau al unui concept grec și sunt numiți « tabăra greacă » sau « grupul lui Achilles » (588 Achilles, 659 Nestor, 911 Agamemnon, 1143 Odysseus etc.). Cei situați în punctul L5 poartă numele eroilor troieni și sunt numiți, în colectiv, « tabăra troiană » (884 Priam, 1172 Eneas, 1173 Anchises etc.) Totuși, fiecare din aceste grupuri posedă câte un transfug: 624 Hector / 624 Hektor, numit după eroul troian Hector, este situat în jurul punctului L4 și invers 617 Patroclus, deși poartă numele eroului grec Patrocle, este situat în punctul L5. Satelitul său, Menoetios, numit după eroul grec Menoetius, fiul lui Actor și tatăl lui Patrocle, este și el de partea troiană. Pentru a complica lucrurile, tabăra troiană este uneori denumită « grupul lui Patrocle », acest asteroid fiind unul dintre cei mai mari din această mulțime.
În afară de aceste două excepții (trei cu Menoetius) la regula numirii, vreo douăzeci de asteroizi din centura principală au fost numiți după eroi sau eroine (cea mai mare parte de altfel) din războiul troian, și din Odiseea. Descoperiți în majoritate înainte de 1906 ei nu sunt totuși asteroizi troieni. Se pot cita printre acești « falși troieni », 17 Thetis, 38 Leda, 101 Helena, 108 Hecuba, 112 Iphigenia, 121 Hermione, 114 Kassandra, 130 Elektra, 175 Andromache, 179 Klytaemnestra, 201 Penelope, 202 Chryseis, 271 Penthesilea, 507 Laodica, 548 Cressida, 595 Polyxena, 603 Timandra, 604 Tecmesse, 637 Chrysothemis, 651 Anticlea, 655 Briseis, 692 Hippodamia și de asemenea 1036 Ganymed...

## Orbita

Animaţie a orbitei asteroidului 624 Hektor (în albastru) şi orbita lui Jupiter (în roşu)

Asteroizii troieni ai lui Jupiter care posedă o denumire definitivă, și deci li se cunosc suficient elementele orbitale, posedă o semiaxă majoră cuprinsă între 5,051 (pentru (63176) 2000 YN59) și 5,358 ua (pentru (22049) 1999 XW257). Câțiva troieni jovieni care nu posedă decât o denumire provizorie sunt situați înafara acestor limite, mergând până la 4,712 ua pentru 2003 FH7 și 5,667 ua pentru 2002 AO148, dar 97 % dintre aceștia rămân cuprinși între limitele citate mai sus.  Prin comparație, semiaxa majoră a lui Jupiter este egală cu 5,203 ua.
Înclinația troienilor față de ecliptică variază între 0,1° ((65211) 2002 EK1) și 55,4° ((83983) 2002 GE39), cu o dispersie a valorilor. Excentricitatea orbitală a 95 % dintre troieni este mai mică de 0,16; cel mai excentric dintre troienii numerotați, 5144 Achates, atinge 0,273. Perioada sa orbitală este în revanșă egală cu aceea a lui Jupiter, 11,9 ani, un exemplu de rezonanță orbitală 1:1.
Observați într-un sistem de coordonate în care Jupiter apare fix, toți asteroizii troieni par să orbiteze în jurul unuia sau altuia din cele două puncte Lagrange L4 și L5. Asteroizii troieni jovieni formează, prin urmare, doi nori alungiți și încurbați în jurul acestor două puncte.

## Caracteristici fizice
Talia asteroizilor troieni jovieni variază considerabil. Cel mai mare, 624 Hector / 624 Hektor, este un obiect alungit având 370 km lungime și 195 km lățime. 624 Hector / 624 Hektor posedă un satelit, S/2006 (624) 1, cu diametrul de 15 km. 617 Patroclus este un asteroid binar, compus din două corpuri de talie similară; cel mai mic este numit Menoetios.

## Număr
În 2007, asteroizii troieni formau al doilea grup de asteroizi cunoscuți cel mai important, după cei din centura principală. 
La 12 martie 2008, se cunoșteau 2.337 de troieni ai lui Jupiter, dintre care 1.234 posedau denumire definitivă. Punctul Lagrange L4 (tabăra greacă) grupa 1.260, între care 694 numerotați. Punctul Lagrange L5 (tabăra troiană) număra 1.067, dintre care 540 numerotați.
Numărul asteroizilor troieni cunoscuți crește, în mod regulat, indicând că zona ar putea conține alți asteroizi invizibili cu instrumentele actuale: în octombrie 1999, 170 posedau un număr; în iulie 2004, acest număr urcase la 877.

## Istoric
În prezent se apreciază că Edward Barnard a efectuat prima observație a unui asteroid troian în 1904, însă importanța acestei observații a trecut nebăgată în seamă. S-a presupus că ar fi fost vorba de Phoebe, satelit al lui Saturn, atunci recent descoperit și situat la două minute de arc, sau chiar de o stea. Identitatea punctului de lumină observat de Barnard nu a fost realizată înainte de a fi calculată orbita troianului (12126) 1999 RM11, un obiect (re)descoperit în 1999.
În februarie 1906, astronomul german Max Wolf a descoperit un asteroid în punctul Lagrange L4 al sistemului Soare-Jupiter și l-a numit 588 Achilles, după Ahile, unul din eroii Iliadei lui Homer. Ciudățenia orbitei sale a fost remarcată după câteva luni și, în mod rapid, alți asteroizi au fost descoperiți în preajma celor două puncte Lagrange. 